# Parapasiphae serrata
Parapasiphae serrata är en kräftdjursart som beskrevs av Rathbun 1902. Parapasiphae serrata ingår i släktet Parapasiphae och familjen Pasiphaeidae. Inga underarter finns listade i Catalogue of Life.